# Pérdida de carga
La pérdida de carga en una tubería o canal es la pérdida de presión que se produce en un fluido debido a la fricción de las partículas del fluido entre sí y contra las paredes de la tubería que las conduce. Las pérdidas pueden ser continuas, a lo largo de conductos regulares, o accidentales o localizadas, debido a circunstancias particulares, como un estrechamiento, un cambio de dirección, la presencia de una válvula, etc.

## Conducción de líquidos

### Pérdida de carga en conducto rectilíneo
Las pérdidas de carga en un conductor rectilíneo o pérdidas primarias son pérdidas de carga debidas a la fricción del fluido contra sí mismo y contra las paredes de la tubería rectilínea.
Si el flujo es uniforme, es decir que la sección es constante, y por lo tanto la velocidad también es constante, el principio de Bernoulli, entre dos puntos puede escribirse de la siguiente forma:
| Símbolo                             | Nombre |
| ----------------------------------- | --- |
| {\displaystyle g}                   | Aceleración de la gravedad                                                                                 |
| {\displaystyle y_{i}}               | Altura geométrica en la dirección de la gravedad en la sección {\displaystyle \ i=1} o {\displaystyle \ 2} |
| {\displaystyle P}                   | Presión a lo largo de la línea de corriente                                                                |
| {\displaystyle \rho }               | Densidad del fluido                                                                                        |
| {\displaystyle v}                   | Velocidad del fluido                                                                                       |
| {\displaystyle \sum _{}^{}\lambda } | Pérdida de carga                                                                                           |

La pérdida de carga se puede expresar como {\displaystyle \ \sum _{}^{}\lambda =J\cdot L}; siendo {\displaystyle \ L} la distancia entre las secciones 1 y 2; y, {\displaystyle \ J} la variación en la presión manométrica por unidad de longitud o pendiente piezométrica, valor que se determina empíricamente para los diversos tipos de material, y es función del radio hidráulico, de la rugosidad de las paredes de la tubería, de la velocidad media del fluido y de su viscosidad.

#### Expresiones prácticas para el cálculo
Existen diversos métodos, obtenidas empíricamente, para calcular la pérdida de carga a lo largo de tuberías y canales abiertos.

##### Ecuación de Darcy-Weisbach
Esta ecuación permite la evaluación apropiada del efecto de cada uno de los factores que inciden en la pérdida de energía en una tubería. Es una de las pocas expresiones que agrupan estos factores. La ventaja de esta ecuación es que puede aplicarse a todos los tipos de flujo hidráulico (laminar, transicional y turbulento), debiendo el coeficiente de fricción tomar los valores adecuados, según corresponda.
La forma general de la Ecuación de Darcy-Weisbach en función de la velocidad del fluido circulante, es:

{\displaystyle h_{f}=f\cdot {\frac {L}{D}}\cdot {\frac {v^{2}}{2g}}}

En referencia al sistema internacional de unidades, las variables de la ecuación de Darcy-Weisbach, se explican como:
{\displaystyle h_{f}} = pérdida de carga debida a la fricción, {\displaystyle [m]}
{\displaystyle f} = factor de fricción de Darcy, {\displaystyle [adimensional]}
{\displaystyle L} = longitud de la tubería, {\displaystyle [m]}
{\displaystyle D} = diámetro de la tubería, {\displaystyle [m]}
{\displaystyle v} = velocidad media del fluido, {\displaystyle [m/s]}
{\displaystyle g} = aceleración estándar de la gravedad ≈ {\displaystyle 9.80665[m/{s^{2}}]} 
La forma general de la Ecuación de Darcy-Weisbach en función del caudal circulante, es:

{\displaystyle h_{f}=f\cdot {\frac {8}{{\pi }^{2}}}\cdot {\frac {L}{g}}\cdot {\frac {Q^{2}}{D^{5}}}}

La forma estándar de la ecuación de pérdida de carga según Darcy-Weisbach, en función del caudal circulante es:

{\displaystyle {h}_{f}={B}_{DW}\cdot L\cdot {Q^{2}}}

donde

{\displaystyle {B}_{DW}=f\cdot {\frac {8}{g\cdot {\pi }^{2}\cdot {D^{5}}}}}

##### Factor de fricción de Darcy-Weisbach
La ecuación del factor de fricción de Darcy-Weisbach, en función de la velocidad del fluido circulante, es:

{\displaystyle f=h_{f}\cdot {\frac {D}{L}}\cdot {\frac {2g}{v^{2}}}}

La ecuación del factor de fricción de Darcy-Weisbach, en función del caudal circulante, es:

{\displaystyle f=h_{f}\cdot {\frac {{\pi }^{2}}{8}}\cdot {\frac {g}{L}}\cdot {\frac {D^{5}}{Q^{2}}}}

##### Ecuación de Manning para tuberías
Resulta de aplicar la conocida Fórmula de Manning para canales prismáticos, en conducciones cerradas o tuberías. En función del caudal circulante, adopta la forma:

{\displaystyle h_{f}={\frac {4^{\left(10/3\right)}\cdot n^{2}}{\pi ^{2}\cdot D^{\left(16/3\right)}}}\cdot L\cdot {Q^{2}}}

donde,

{\displaystyle {B}_{M}={\frac {4^{\left(10/3\right)}\cdot n^{2}}{\pi ^{2}\cdot D^{\left(16/3\right)}}}}

La forma estándar de la ecuación de pérdida de carga según Manning, en función del caudal circulante es:

{\displaystyle {h}_{f}={B}_{M}\cdot L\cdot {Q^{2}}}

##### Fórmula de Hazen-Williams
La ecuación de la pérdida de carga según Hazen-Williams, es el producto de un estudio estadístico, cuya forma general en función de la velocidad del fluido circulante, es:

{\displaystyle h_{f}=L\cdot \left({\frac {v}{0.355\cdot C\cdot {{D}^{0.63}}}}\right)^{1.852}}

La ecuación de la pérdida de carga según Hazen-Williams en función del caudal circulante, es:

{\displaystyle h_{f}={\frac {10.678\cdot L}{{D}^{4.87}}}\cdot \left({\frac {Q}{C}}\right)^{1.852}}

donde,

{\displaystyle {B}_{HW}={\frac {10.678}{D^{4.87}\cdot C^{1.852}}}}

La forma estándar de la ecuación de pérdida de carga según Hazen-Williams, en función del caudal circulante es:

{\displaystyle {h}_{f}={B}_{HW}\cdot L\cdot {Q^{1.852}}}

##### Fórmula de Bazin
Para tubos llenos, donde {\displaystyle \ R={\frac {D}{2}}}, la fórmula de Bazin se transforma en:

{\displaystyle \ J=0,000857\cdot \left(1+{\frac {2\gamma }{\sqrt {D}}}\right)^{2}\cdot {\frac {q^{2}}{D^{5}}}}

Los valores de {\displaystyle \ \gamma } son:
0,16 para tubos de acero sin soldadura
0,20 para tubos de cemento
0,23 para tubos de hierro fundido
Simplificando la expresión anterior para tubos de hierro fundido:

{\displaystyle \ J=0,0019\cdot q^{2}\cdot D^{-5,32}}

La fórmula de Kutter, de la misma forma se puede simplificar:
Con m = 0,175; {\displaystyle \ J=0,0012\cdot q^{2}\cdot D^{-5,26}}
Con m = 0,275; {\displaystyle \ J=0,0016\cdot q^{2}\cdot D^{-5,26}}
Con m = 0,375; {\displaystyle \ J=0,0020\cdot q^{2}\cdot D^{-5,26}}

#### Ecuación estándar de la pérdida de carga (notación algebraica)
Las diversas ecuaciones de pérdida de carga adoptan un formato estándar:

{\displaystyle {h}_{f}={B}_{i}\cdot L\cdot {Q^{n}}}

donde:
{\displaystyle {B}_{i}}, coeficiente propio de la ecuación,
{\displaystyle {L}}, longitud de la tubería,
{\displaystyle {Q}^{n}}, caudal elevado a un exponente.
Las diversas ecuaciones de pérdida de carga adoptan un formato estándar, después de reacomodar sus factores. En la tabla adjunta se observa esta peculiaridad algebraica:
| Ecuación (Fórmula) | Coeficiente {\displaystyle B_{i}}                                                                       | Exponente del caudal {\displaystyle \left(n\right)} |
| ------------------ | --- | --------------------------------------------------- |
| Darcy-Weisbach     | {\displaystyle {B}_{DW}=f\cdot {\frac {8}{g\cdot {\pi }^{2}\cdot {D^{5}}}}}                             | {\displaystyle 2,\quad Q^{2}}                       |
| Manning            | {\displaystyle {B}_{M}={\frac {4^{\left(10/3\right)}\cdot n^{2}}{\pi ^{2}\cdot D^{\left(16/3\right)}}}} | {\displaystyle 2,\quad Q^{2}}                       |
| Hazen-Williams     | {\displaystyle {B}_{HW}={\frac {10,678}{D^{4,87}\cdot C^{1,852}}}}                                      | {\displaystyle 1,852;\quad Q^{1,852}}               |

Esta forma estándar de escribir las diversas ecuaciones (algebraicas o empíricas) de la pérdida de carga hidráulica, tiene sus ventajas al calcular sistemas elaborados de tuberías, así como sus combinaciones, lo que conduce al teorema de Oros, el mismo que permite el cálculo organizado de sistemas de tuberías en serie y tuberías en paralelo, así como sus combinaciones: serie-paralelo y paralelo-serie.

### Pérdidas de carga localizadas
Las pérdidas de carga localizadas o pérdidas secundarias son pérdidas de carga debidas a elementos singulares de la tubería tales como codos, estrechamientos, válvulas, etc.
Las pérdidas localizadas se expresan como una fracción o un múltiplo de la llamada "altura de velocidad" de la forma:

{\displaystyle \ h_{v}=K\left({\frac {c^{2}}{2g}}\right)}

Donde:
{\displaystyle \ h_{v}} = pérdida de carga localizada;
{\displaystyle \ c} = velocidad media del agua, antes o después del punto singular, conforme el caso;
{\displaystyle \ K} = Coeficiente determinado en forma empírica para cada tipo de punto singular
La siguiente tabla da algunos de los valores de K para diferentes tipos de punto singulares:
| Tipo de singularidad                      | K                |
| ----------------------------------------- | ---------------- |
| Válvula de compuerta totalmente abierta   | 0,2              |
| Válvula de compuerta mitad abierta        | 5,6              |
| Curva de 90°                              | 1,0              |
| Curva de 45°                              | 0,4              |
| Válvula de pie                            | 2,5              |
| Emboque (entrada en una tubería)          | 0,5              |
| Salida de una tubería                     | 1,0              |
| Ensanchamiento brusco                     | (1-(D1/D2)2)2    |
| Reducción brusca de sección (Contracción) | 0,5(1-(D1/D2)2)2 |

En ocasiones la constante de pérdida de la singularidad, K, se determina a partir del producto del coeficiente de fricción: fT, en flujo completamente turbulento por la relación de longitud equivalente: Le/D; dos factores adimensionales. El primero, fT, se determina por alguna de las ecuaciones del factor de fricción (Colebrook, Swamee y Jain, etc), simplificadas para flujo muy turbulento, es decir cuando el Reynolds del flujo es muy alto. El segundo, Le/D, corresponde a una relación adimensional propia del elemento o singularidad. Este valor se puede encontrar en diferentes tablas. La ecuación para la K, es:

{\displaystyle \ K=f_{T}\left({\frac {L_{e}}{D}}\right)}

## Conducción de gases
El diámetro de una tubería para conducción de gas se escoge en función de la densidad del gas, la caída de presión admisible y la velocidad de circulación de gas. La presión del gas en el interior de una tubería por la que circula va disminuyendo por efecto de la fricción con las paredes. Para el cálculo de la pérdida de carga se emplean las llamadas fórmulas de Renouard que permiten hallar la caída de presión entre dos puntos en función de la densidad, el diámetro de la tubería, el caudal y la longitud. Para presiones medias (0,05 bar < P < 5 bar) la fórmula de Renouard correspondiente es:

{\displaystyle P_{A}^{2}-P_{B}^{2}=51,5\cdot d_{c}L_{c}{\frac {Q^{1,82}}{D^{4,82}}}} [bar]

Donde:
{\displaystyle d_{c}\,} es la densidad corregida del gas (propano dc = 1,54; butano dc = 2,06).
{\displaystyle L_{c}\,} es la longitud de un tramo recto de conducción en [m].
{\displaystyle Q\,} es el caudal en [m³/h].
{\displaystyle D\,} es el diámetro interior en [mm].
Para bajas presiones (P < 0,05 bar) la expresión usada es:

{\displaystyle P_{A}-P_{B}=25076\cdot d_{c}L_{c}{\frac {Q^{1,82}}{D^{4,82}}}} [mbar]